# Alphonse Bernoud
Alphonse Bernoud, vlastním jménem Jean-Baptiste Bernoud (4. února 1820 Meximieux – 24. listopadu 1889 Lyon) byl francouzský fotograf, který působil především v Itálii.

## Činnost
Bernoud byl činný v Itálii převážně v letech 1840-1873 a byl mimořádně úspěšný. Byl jmenován dvorním fotografem Bourbonů v Neapoli a posléze rodu Savojských. V roce 1857 získal povolení zdokumentovat následky zemětřesení v oblasti Basilicata. Bernoudův ateliér převzal Achille Mauri (1860-1895). Bernoudovo dílo lze nalézt ve sbírkách významných institucí jako Musée Nicéphore-Niépce ve Francii nebo National Portrait Gallery v USA. Musée d'Orsay mu v roce 2009 věnovalo výstavu.

## Galerie

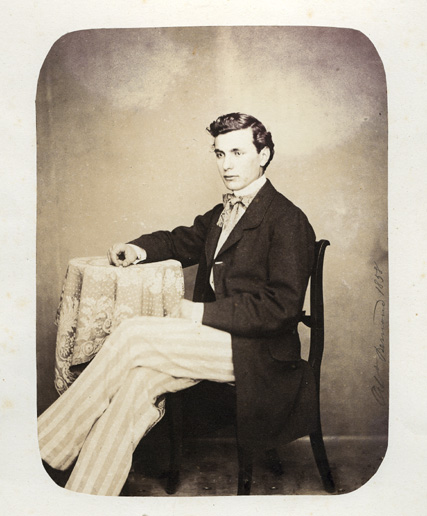
Francesco Tozzoni
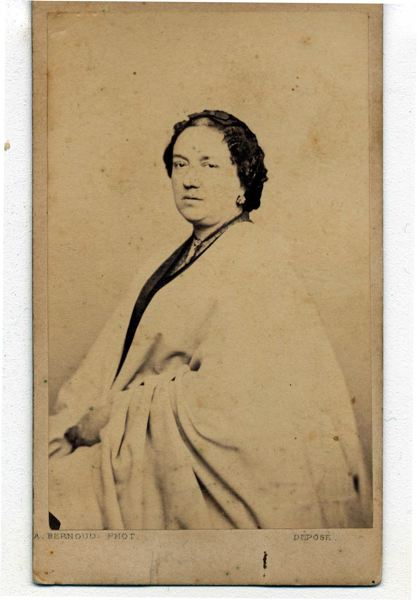
Balbina Steffenoni
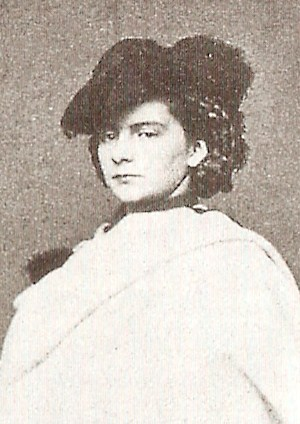
Maria Sofia von Bayern
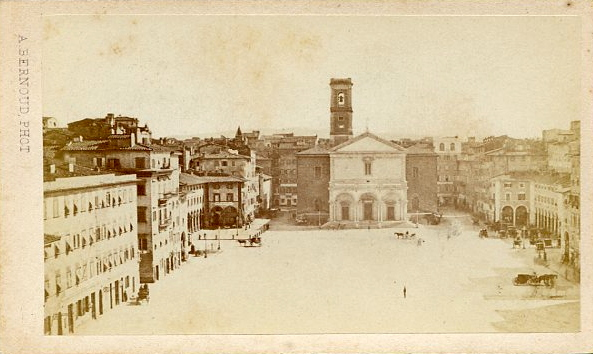
Katedrála, Livorno
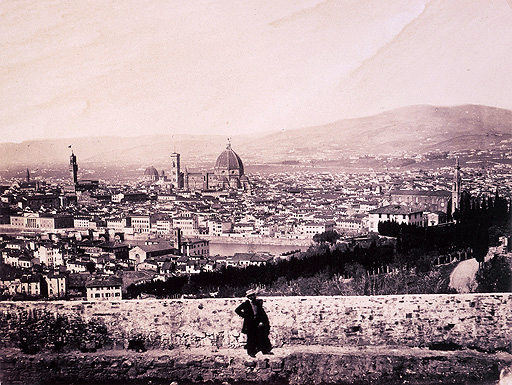
Panorama Florencie od San Miniata
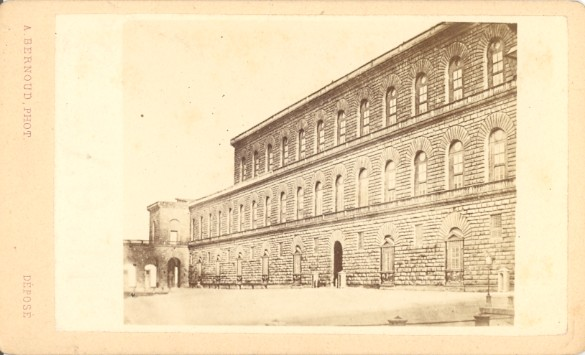
Palazzo Pitti, Florencie, 1875